# عقد 1460
عقد 1460 هو عقد امتد بين 1 يناير 1460 و31 ديسمبر 1469 بحسب التقويم الميلادي. سبقه عقد 1450 ولحقه عقد 1470.

## أحداث
- معركة بايا (1467)
- معركة نورثهامبتون (1460)
- معركة سانت ألبانز الثانية (1461)
- معركة ويكفيلد (1460)
- معركة أوخريد (1464)
- معركة مستنقع إدجكوت (1469)
- معركة توتون (1461)
- معركة تقاطع مورتيمر (1461)
- حصار يايسي (1463)
- معركة نيبلي الخضراء (1469)
- معركة مستنقع هدجلي (1464)

## مواليد
- إدموند دادلي (1462)
- بييرو دي كوزيمو (1462)
- خوانا لا بلترانيخا (1462)
- إنغلبرت، كونت نيفير (1462)
- ألكسندر ياغيلون (1461)
- تشونغهيون ملكة جوسون (1462)
- كاترينا سفورزا (1463)
- بيبي ناناكي جي (1464)
- مارغريت من لورين (1463)
- يوهانس تريثيموس (1462)
- آن الفرنسية (1461)

## وفيات
- همفري ستافورد (1460)
- ريتشارد نيفيل (1461)
- هنري بيرسي (1461)
- بياتريس من كويمبرا (1462)
- جورج فون بيورباخ (1461)
- إدموند (1461)
- الأشرف سيف الدين إينال (1461)
- محمد أمين الأسترآبادي (1461)
- جلال الدين المحلي (1460)
- جيمس الثاني ملك اسكتلندا (1460)
- المنصور الناصر بن أحمد (1462)

## كتب
- Yves Denis Papin (1998). Chronologie de l'histoire ancienne. Lieu de publication non identifié: Éditions Jean-paul Gisserot. ISBN:2-87747-346-5. OCLC:40746926. مؤرشف من الأصل في 2022-03-16.
- موسوعة حضارة العالم (2002) لأحمد محمد عوف.

## روابط خارجية
- تصفح سنة بسنة عقد 1460 على موقع onthisday.com
- تصفح سنة بسنة عقد 1460 ابتداءً من سنة عقد 1460 على موقع المكتبة الوطنية الفرنسية